# Chân dung Bác sĩ Gachet
Chân dung Bác sĩ Gachet là một trong những bức tranh được mọi người tôn kính nhất của họa sĩ người Hà Lan Vincent van Gogh. Bức tranh vẽ bác sĩ Paul Gachet, người đã chăm sóc Van Gogh trong những tháng cuối cùng của cuộc đời mình. Có hai phiên bản chân dung được chứng thực, cả hai đều được vẽ vào tháng 6 năm 1890 tại Auvers-sur-Oise. Cả hai bức đều vẽ Gachet đang ngồi ở bàn và tựa đầu vào cánh tay phải của mình, nhưng chúng có thể dễ dàng phân biệt hai bức về màu sắc và phong cách. Vào tháng 5 năm 1990, phiên bản đầu tiên đã được bán đấu giá 82,5 triệu đô la (tương ứng 154,5 triệu đô la ngày nay), đó là một kỷ lục về mức giá cao nhất từ trước đến nay trả cho một bức tranh. Kỷ lục này không có đối thủ cho đến tháng 6 năm 2006 thì bị vượt qua bởi bức Chân dung Adele Bloch-Bauer.

## Bối cảnh
Năm 1890, em trai của Van Gogh là Theo đang tìm kiếm một ngôi nhà cho họa sĩ sau khi anh trai được ra khỏi nhà thuong tại Saint-Rémy. Theo lời giới thiệu của Camille Pissarro, một cựu bệnh nhân của bác sĩ Gachet, đã nói với Theo về niềm yêu thích của bác sĩ Gachet khi làm việc với các họa sĩ; Theo đã gửi Vincent đến nhà thứ hai của Gachet ở Auvers.
Ấn tượng đầu tiên của Vincent van Gogh về Gachet là không tốt cho lắm. Trong thư viết cho Theo ông nhận xét: "Anh nghĩ rằng chúng ta không nên tin tưởng vào bác sĩ Gachet một chút nào. Trước hết, ông ấy còn ốm yếu hơn cả anh, anh nghĩ, hoặc chúng ta sẽ chỉ nói vậy, là vậy đó. Thế có khác nào một người mù lại dẫn một người mù khác, kiểu gì rồi hai người cũng cùng rơi xuống mương? " Tuy nhiên, trong một bức thư hai ngày sau đó tới em gái Wilhelmina, Van Gogh lại chuyển thành," Anh đã tìm được một người bạn thật sự với bác sĩ Gachet, một cái gì đó giống như một người anh em khác, rất nhiều bọn anh giống nhau về thể chất và tinh thần. "
Những suy nghĩ của Van Gogh đã trở lại nhiều lần với bức họa của Eugène Delacroix vẽ Torquato Tasso trong nhà thương. Sau một chuyến viếng thăm với Paul Gauguin đến Montpellier để xem bộ sưu tập của Alfred Bruyas trong bảo tàng Fabre, Van Gogh viết cho Theo, hỏi rằng liệu ông có thể tìm thấy một bản sao in thạch bản của bức tranh hay không. Ba tháng rưỡi trước đó, ông đã nghĩ về bức tranh như một ví dụ về loại chân dung ông muốn vẽ: "Nhưng nó sẽ hài hòa hơn với những gì Eugène Delacroix đã cố gắng và mang đến trong bức chân dung Tasso trong nhà thương, và nhiều hình ảnh khác, đại diện cho một người đàn ông thực sự. Ah, một bức chân dung, chân dung với suy nghĩ, linh hồn của hình mẫu trong đó, đó là những gì anh đang nghĩ đến. "

Van Gogh đã viết cho em gái mình năm 1890 về bức tranh:
Anh đã thực hiện bức chân dung của M. Gachet với một vẻ mặt u sầu, mà cũng có vẻ giống như một cái nhăn mặt với nhiều người nhìn thấy bức tranh... Buồn nhưng hiền lành, song vẫn rõ ràng và thông minh, đó là cách mà bao nhiêu bức chân dung nên được thực hiện..Có những bức chân dung hiện đại có thể được nhìn ngắm trong một thời gian dài, và có lẽ, có thể được nhìn lại với khao khát một trăm năm sau đó.

## Sáng tác
Van Gogh vẽ Gachet đặt nằm khuỷu tay phải của mình trên một chiếc bàn đỏ, đầu gối trên tay. Hai cuốn sách màu vàng cũng như loại thảo dược mao địa hoàng màu tím được đặt trên bàn. Cây mao địa hoàng trong bức tranh là một loại cây mà từ đó digitalis được chiết xuất để điều trị các cơn đau tim nhất định, có lẽ là một dấu hiệu thể hiện Gachet như một bác sĩ.
"Khuôn mặt nhạy cảm" của bác sĩ, mà Van Gogh đã viết cho Paul Gauguin mang "nét đau khổ trong thời đại chúng ta", được Robert Wallace mô tả như là điểm nhấn của bức chân dung.  Wallace đã mô tả chiếc áo khoác màu xanh da trời của Gachet, đặt trên nền của những ngọn đồi sơn màu xanh nhạt hơn, làm nổi bật "những nét mệt mỏi, nhạt nhòa và đôi mắt xanh trong suốt toát ra lòng từ bi và u sầu của người đàn ông."  biểu hiện u sầu này "có vẻ giống như một cái nhăn mặt đối với nhiều người nhìn thấy bức tranh".